# Copa Pan-Americana de Voleibol Masculino de 2009
A Copa Pan-Americana de Voleibol Masculino de 2009 foi a 4ª edição deste torneio organizado pela Confederação da América do Norte, Central e Caribe de Voleibol (NORCECA), realizado no período de 15 a 20 de junho, com as partidas realizadas no Polyforum Chiapas, na cidade de Chiapas, no México.
A seleção dos Estados Unidos conquistou seu terceiro título da competição ao vencer na final única a seleção canadense. O oposto norte-americano Dean Bittner foi eleito o melhor jogador do torneio.

## Seleções participantes
| Grupo      | Equipe               | Última aparição |
| A          |                      |                 |
| ---------- | -------------------- | --------------- |
| A          | Canadá               | 2008            |
| A          | Estados Unidos       | 2008            |
| A          | República Dominicana | 2008            |
| B          |                      |                 |
| Guatemala  | Estreante            |                 |
| Panamá     | 2007                 |                 |
| México     | 2008                 |                 |
| Porto Rico | 2008                 |                 |

## Formato da disputa
O torneio foi dividido em duas fases: fase classificatória e fase final.

## Fase classificatória

### Grupo A
|     |                      |     | Jogos | Jogos | Jogos | Resultados | Resultados | Resultados | Resultados | Resultados | Resultados | Sets | Sets | Sets  | Pontos | Pontos | Pontos |
| Pos | Equipe               | Pts | T     | V     | D     | 3–0        | 3–1        | 3–2        | 2–3        | 1–3        | 0–3        | V    | P    | R     | V      | P      | R      |
| --- | -------------------- | --- | ----- | ----- | ----- | ---------- | ---------- | ---------- | ---------- | ---------- | ---------- | ---- | ---- | ----- | ------ | ------ | ------ |
| 1   | Estados Unidos       | 4   | 2     | 2     | 0     | 1          | 0          | 1          | 0          | 0          | 0          | 6    | 2    | 3.000 | 192    | 175    | 1.097  |
| 2   | Canadá               | 3   | 2     | 1     | 1     | 0          | 1          | 0          | 1          | 0          | 0          | 5    | 4    | 1.250 | 197    | 195    | 1.010  |
| 3   | República Dominicana | 2   | 2     | 0     | 2     | 0          | 0          | 0          | 0          | 1          | 1          | 1    | 6    | 0.167 | 152    | 151    | 1.007  |

Resultados
| Data   | Hora |                      | Placar |                      | Set 1 | Set 2 | Set 3 | Set 4 | Set 5 | Total   | Relatório |
| ------ | ---- | -------------------- | ------ | -------------------- | ----- | ----- | ----- | ----- | ----- | ------- | --------- |
| 15 jun |      | República Dominicana | 1–3    | Canadá               | 25–15 | 21–25 | 20–25 | 18–25 |       | 84–90   |           |
| 16 jun |      | Estados Unidos       | 3–1    | República Dominicana | 31–29 | 25–19 | 25–20 |       |       | 81–68   |           |
| 17 jun |      | Canadá               | 2–3    | Estados Unidos       | 22–25 | 25–22 | 21–25 | 26–25 | 13–15 | 107–112 |           |

### Grupo B
|     |            |     | Jogos | Jogos | Jogos | Resultados | Resultados | Resultados | Resultados | Resultados | Resultados | Sets | Sets | Sets  | Pontos | Pontos | Pontos |
| Pos | Equipe     | Pts | T     | V     | D     | 3–0        | 3–1        | 3–2        | 2–3        | 1–3        | 0–3        | V    | P    | R     | V      | P      | R      |
| --- | ---------- | --- | ----- | ----- | ----- | ---------- | ---------- | ---------- | ---------- | ---------- | ---------- | ---- | ---- | ----- | ------ | ------ | ------ |
| 1   | Porto Rico | 6   | 3     | 3     | 0     | 3          | 0          | 0          | 0          | 0          | 0          | 9    | 0    | MAX   | 233    | 177    | 1.316  |
| 2   | México     | 5   | 3     | 2     | 1     | 2          | 0          | 0          | 0          | 0          | 1          | 6    | 3    | 2.000 | 226    | 194    | 1.165  |
| 3   | Guatemala  | 4   | 3     | 1     | 2     | 1          | 0          | 0          | 0          | 0          | 2          | 3    | 6    | 0.500 | 180    | 212    | 0.849  |
| 4   | Panamá     | 3   | 3     | 0     | 3     | 0          | 0          | 0          | 0          | 0          | 3          | 0    | 9    | 0.000 | 170    | 226    | 0.752  |

Resultados
| Data   | Hora |            | Placar |            | Set 1 | Set 2 | Set 3 | Set 4 | Set 5 | Total | Relatório |
| ------ | ---- | ---------- | ------ | ---------- | ----- | ----- | ----- | ----- | ----- | ----- | --------- |
| 15 jun |      | Porto Rico | 3–0    | Panamá     | 25–17 | 25–14 | 25–22 |       |       | 75–53 |           |
| 15 jun |      | México     | 3–0    | Guatemala  | 25–16 | 25–23 | 25–17 |       |       | 75–56 |           |
| 16 jun |      | Panamá     | 0–3    | Guatemala  | 22–25 | 22–25 | 18–25 |       |       | 62–75 |           |
| 16 jun |      | México     | 0–3    | Porto Rico | 31–33 | 23–25 | 21–25 |       |       | 75–83 |           |
| 17 jun |      | Guatemala  | 0–3    | Porto Rico | 14–25 | 17–25 | 18–25 |       |       | 49–75 |           |
| 17 jun |      | México     | 3–0    | Panamá     | 25–13 | 25–18 | 26–24 |       |       | 76–55 |           |

## Fase final

### Chaveamento
|  | Seminais             | Seminais |   |                      | Final          | Final |  |
|  |                      |          |   |                      |                |       |  |
|  |                      |          |   |                      |                |       |  |
|  | Estados Unidos       | 3        |   |                      |                |       |  |
|  | República Dominicana | 0        |   |                      |                |       |  |
|  |                      |          |   |                      |                |       |  |
|  |                      |          |   |                      |                |       |  |
|  |                      |          |   |                      | Estados Unidos | 3     |  |
|  |                      | Canadá   | 2 |                      |                |       |  |
|  |                      |          |   |                      |                |       |  |
|  |                      |          |   |                      |                |       |  |
|  |                      |          |   |                      | Terceiro lugar |       |  |
|  |                      |          |   |                      |                |       |  |
|  | Porto Rico           | 1        |   | República Dominicana | 3              |       |  |
|  | Canadá               | 3        |   |                      | Porto Rico     | 2     |  |

### Quartas de final
| Data   | Hora |        | Placar |                      | Set 1 | Set 2 | Set 3 | Set 4 | Set 5 | Total | Relatório |
| ------ | ---- | ------ | ------ | -------------------- | ----- | ----- | ----- | ----- | ----- | ----- | --------- |
| 18 jun |      | Canadá | 3–0    | Guatemala            | 25–14 | 25–16 | 25–19 |       |       | 75–49 |           |
| 18 jun |      | México | 0–3    | República Dominicana | 21–25 | 19–25 | 23–25 |       |       | 63–75 |           |

### Quinto lugar
| Data   | Hora |           | Placar |        | Set 1 | Set 2 | Set 3 | Set 4 | Set 5 | Total | Relatório |
| ------ | ---- | --------- | ------ | ------ | ----- | ----- | ----- | ----- | ----- | ----- | --------- |
| 19 jun |      | Guatemala | 1–3    | México | 18–25 | 19–25 | 25–17 | 15–25 |       | 77–92 |           |

### Semifinais
| Data   | Hora |                | Placar |                      | Set 1 | Set 2 | Set 3 | Set 4 | Set 5 | Total  | Relatório |
| ------ | ---- | -------------- | ------ | -------------------- | ----- | ----- | ----- | ----- | ----- | ------ | --------- |
| 19 jun |      | Estados Unidos | 3–0    | República Dominicana | 25–21 | 25–23 | 25–14 |       |       | 75–58  |           |
| 19 jun |      | Porto Rico     | 1–3    | Canadá               | 18–25 | 27–25 | 20–25 | 24–26 |       | 89–101 |           |

### Sexto lugar
| Data   | Hora |        | Placar |           | Set 1 | Set 2 | Set 3 | Set 4 | Set 5 | Total  | Relatório |
| ------ | ---- | ------ | ------ | --------- | ----- | ----- | ----- | ----- | ----- | ------ | --------- |
| 20 jun |      | Panamá | 2–3    | Guatemala | 25–21 | 16–25 | 25–23 | 17–25 | 9–15  | 92–109 |           |

### Terceiro lugar
| Data   | Hora |                      | Placar |            | Set 1 | Set 2 | Set 3 | Set 4 | Set 5 | Total   | Relatório |
| ------ | ---- | -------------------- | ------ | ---------- | ----- | ----- | ----- | ----- | ----- | ------- | --------- |
| 20 jun |      | República Dominicana | 3–2    | Porto Rico | 25–20 | 20–25 | 25–20 | 21–25 | 15–10 | 106–100 |           |

### Final
| Data   | Hora |                | Placar |        | Set 1 | Set 2 | Set 3 | Set 4 | Set 5 | Total   | Relatório |
| ------ | ---- | -------------- | ------ | ------ | ----- | ----- | ----- | ----- | ----- | ------- | --------- |
| 20 jun |      | Estados Unidos | 3–2    | Canadá | 32–30 | 16–25 | 24–26 | 25–17 | 15–12 | 112–110 |           |

## Classificação final
| Pos | Equipe               |
| --- | -------------------- |
| 1   | Estados Unidos       |
| 2   | Canadá               |
| 3   | República Dominicana |
| 4   | Porto Rico           |
| 5   | México               |
| 6   | Guatemala            |
| 7   | Panamá               |

## Premiações
| Copa Pan-Americana de 2009         |
| Estados Unidos                     |
| ---------------------------------- |
| Estados Unidos Campeão (3º título) |

### Individuais
Os atletas que se destacaram individualmente foramː
| - Most Valuable Player (MVP) Dean Bittner - Maior pontuador Gavin Schmitt - Melhor ataque Juan Figueroa - Melhor saque Iván Pérez - Melhor bloqueador Adam Simac | - Melhor defesa Mario Becerra - Melhores levantador Fernando Morales - Melhor recepção Luis Maclao - Melhor líbero Mario Becerra |